# Grand Prix Herning 2023
Grand Prix Herning 2023 var den 29. udgave af det danske cykelløb Grand Prix Herning. Det 179,4 km lange linjeløb blev kørt den 13. maj 2023 med start og mål på Torvet i Herning. Løbet var arrangeret af Herning Cykle Klub, og var en del af UCI Europe Tour 2023.
De fleste hold og ryttere var også på startlisten til Fyen Rundt dagen efter.
Løbet blev vundet af Mathias Norsgaard fra det danske landshold, efter at have kørt solo i 65 km.

## Resultater
| \| Samlede stilling \| Samlede stilling \| Samlede stilling \| Samlede stilling \| Samlede stilling \| \| Rytter \| Rytter \| Hold \| Tid \| \| \| ---------------- \| ------------------------- \| --------------------------- \| ---------------- \| ---------------- \| \| 1. \| Mathias Norsgaard \| Danmark \| 4t 08' 44" \| \| \| 2. \| Rasmus Bøgh Wallin \| Restaurant Suri-Carl Ras \| + 1' 02" \| \| \| 3. \| Michael Valgren \| Danmark \| + 1' 02" \| \| \| 4. \| Lasse Norman Leth \| Uno-X DARE Development Team \| + 1' 37" \| \| \| 5. \| Hartthijs de Vries \| TDT-Unibet \| + 1' 37" \| \| \| 6. \| Jeppe Aaskov Pallesen \| HRE Mazowsze Serce Polski \| + 1' 37" \| \| \| 7. \| Mads Andersen \| ColoQuick \| + 1' 37" \| \| \| 8. \| Mathias Matz \| CO:PLAY-Giant Store \| + 1' 40" \| \| \| 9. \| Abram Stockman \| TDT-Unibet \| + 1' 49" \| \| \| 10. \| Nicklas Amdi Pedersen \| ColoQuick \| + 2' 04" \| \| \| 11. \| Carl-Frederik Bévort \| Uno-X DARE Development \| + 2' 04" \| \| \| 12. \| Håkon Aalrust \| Team Coop-Repsol \| + 2' 13" \| \| \| 13. \| Gustav Wang \| Restaurant Suri-Carl Ras \| + 2' 22" \| \| \| 14. \| Julius Johansen \| Danmark \| + 2' 39" \| \| \| 15. \| Daan van Sintmaartensdijk \| VolkerWessels Cycling Team \| + 3' 00" \| \| |                           |                             |            |
| |                           |                             |            |
| Kilde: ProCyclingStats |                           |                             |            |
| Samlede stilling |                           |                             |            |
| Rytter | Rytter                    | Hold                        | Tid        |
| 1. | Mathias Norsgaard         | Danmark                     | 4t 08' 44" |
| 2. | Rasmus Bøgh Wallin        | Restaurant Suri-Carl Ras    | + 1' 02"   |
| 3. | Michael Valgren           | Danmark                     | + 1' 02"   |
| 4. | Lasse Norman Leth         | Uno-X DARE Development Team | + 1' 37"   |
| 5. | Hartthijs de Vries        | TDT-Unibet                  | + 1' 37"   |
| 6. | Jeppe Aaskov Pallesen     | HRE Mazowsze Serce Polski   | + 1' 37"   |
| 7. | Mads Andersen             | ColoQuick                   | + 1' 37"   |
| 8. | Mathias Matz              | CO:PLAY-Giant Store         | + 1' 40"   |
| 9. | Abram Stockman            | TDT-Unibet                  | + 1' 49"   |
| 10. | Nicklas Amdi Pedersen     | ColoQuick                   | + 2' 04"   |
| 11. | Carl-Frederik Bévort      | Uno-X DARE Development      | + 2' 04"   |
| 12. | Håkon Aalrust             | Team Coop-Repsol            | + 2' 13"   |
| 13. | Gustav Wang               | Restaurant Suri-Carl Ras    | + 2' 22"   |
| 14. | Julius Johansen           | Danmark                     | + 2' 39"   |
| 15. | Daan van Sintmaartensdijk | VolkerWessels Cycling Team  | + 3' 00"   |

## Grusvejsstykker
| Grusvej nr. | Kørte km | Km tilbage | Kat. | Vej                  | Længde i km |
| ----------- | -------- | ---------- | ---- | -------------------- | ----------- |
| 16          | 10,8     | 168,6      | 2    | Asbjergvej           | 1,50        |
| 15          | 33       | 146,4      | 1    | Nygårdsvej           | 2,30        |
| 14          | 43,3     | 136,1      | 2    | Skovbyvej            | 1,90        |
| 13          | 69,4     | 110        | 3    | Hveddevej            | 1,20        |
| 12          | 81       | 98,4       | 3    | Lavlundvej           | 1,90        |
| 11          | 90,1     | 89,3       | 3    | Brandholmvej         | 0,70        |
| 10          | 93,6     | 85,8       | 0    | Den Gyldne Middelvej | 2,00        |
| 9           | 102,1    | 77,3       | 3    | Nørregårdsvej        | 1,00        |
| 8           | 107,9    | 71,5       | 2    | Sandfeldvej          | 2,90        |
| 7           | 113,1    | 66,3       | 3    | Hjøllundvej          | 0,60        |
| 6           | 114      | 65,4       | 1    | Gottenborgvej        | 2,50        |
| 5           | 120,8    | 58,6       | 1    | Høgildgårdvej        | 3,75        |
| 4           | 142,4    | 37         | 2    | Femhøj               | 1,75        |
| 3           | 149,4    | 30         | 2    | Frølundvej           | 1,40        |
| 2           | 152,5    | 26,9       | 1    | "En markvej"/Buskvej | 1,90        |
| 1           | 161,5    | 17,9       | 3    | "En grussti"         | 0,60        |

## Hold
| UCI Kontinentalhold (19)- ARA-Skip Capital - ATT Investments - BHS-PL Beton Bornholm - ColoQuick - Dukla Banská Bystrica - HRE Mazowsze Serce Polski - Kaunas Cycling Team - Leopard TOGT Pro Cycling - Maloja Pushbikers - Motala AIF Serneke Allebike - Restaurant Suri-Carl Ras - Scorpions Racing Team - Team Skyline - TDT-Unibet - Team Coop-Repsol - Uno-X DARE Development Team - Volkerwessels Cycling Team - Voltas-Madaris Cycling Team - XSpeed United Continental Landshold- Danmark DCU Elite Teams (7)- CeramicSpeed Herning CK Elite - Aalborg-Sparekassen Danmark - JS.dk - CO:PLAY-Giant Store - Give Elementer - Team Give Steel-2M Cycling Elite - IBT-Tripeak Regional- og klubhold- WPGA Amsterdam Racing Academy |
| |

### Startliste
| Leopard TOGT Pro Cycling LTP | Leopard TOGT Pro Cycling LTP     | Leopard TOGT Pro Cycling LTP |
| ---------------------------- | -------------------------------- | ---------------------------- |
| Nr.                          | Rytter                           | Placering                    |
| 1                            | Mads Østergaard Kristensen (DEN) | 34.                          |
| 2                            | Cédric Pries (LUX)               | 25.                          |
| 3                            | Robin Juel Skivild (DEN)         | 35.                          |
| 4                            | Oliver Knudsen (DEN)             | DNF                          |
| 5                            | Tobias Aagaard Hansen (DEN)      | DNF                          |
| 6                            | Tom Paquet (LUX)                 | DNF                          |

| Danmark DEN | Danmark DEN           | Danmark DEN |
| ----------- | --------------------- | ----------- |
| Nr.         | Rytter                | Placering   |
| 11          | Michael Valgren       | 3.          |
| 12          | Mathias Norsgaard     | 1.          |
| 13          | Julius Johansen       | 14.         |
| 14          | Alexander Salby       | DNF         |
| 15          | Johan Price-Pejtersen | DNF         |

| Uno-X DARE Development UDT | Uno-X DARE Development UDT      | Uno-X DARE Development UDT |
| -------------------------- | ------------------------------- | -------------------------- |
| Nr.                        | Rytter                          | Placering                  |
| 21                         | Simon Dalby (DEN)               | 29.                        |
| 22                         | Carl-Frederik Bévort (DEN)      | 11.                        |
| 23                         | Alfred Grenaae (DEN)            | 24.                        |
| 24                         | Sebastian Kirkedam Larsen (NOR) | DNF                        |
| 25                         | Daniel Årnes (NOR)              | 31.                        |
| 26                         | Lasse Norman Leth (DEN)         | 4.                         |

| ColoQuick TCQ | ColoQuick TCQ                 | ColoQuick TCQ |
| ------------- | ----------------------------- | ------------- |
| Nr.           | Rytter                        | Placering     |
| 31            | Nicklas Amdi Pedersen (DEN)   | 10.           |
| 32            | Emil Toudal (DEN)             | DNF           |
| 33            | Joshua Gudnitz (DEN)          | 19.           |
| 34            | Mads Andersen (DEN)           | 7.            |
| 35            | Henrik Breiner Pedersen (DEN) | DNF           |
| 36            | Frederik Muff (DEN)           | DNF           |

| Restaurant Suri-Carl Ras GSH | Restaurant Suri-Carl Ras GSH | Restaurant Suri-Carl Ras GSH |
| ---------------------------- | ---------------------------- | ---------------------------- |
| Nr.                          | Rytter                       | Placering                    |
| 41                           | Rasmus Bøgh Wallin (DEN)     | 2.                           |
| 42                           | Mathias Larsen (DEN)         | DNF                          |
| 43                           | Gustav Wang (DEN)            | 13.                          |
| 44                           | Kristian Egholm (DEN)        | DNF                          |
| 45                           | Daniel Stampe (DEN)          | DNF                          |
| 46                           | Magnus Bak Klaris (DEN)      | 39.                          |

| BHS-PL Beton Bornholm BPC | BHS-PL Beton Bornholm BPC    | BHS-PL Beton Bornholm BPC |
| ------------------------- | ---------------------------- | ------------------------- |
| Nr.                       | Rytter                       | Placering                 |
| 51                        | Adam Holm Jørgensen (DEN)    | 36.                       |
| 52                        | Andreas Aidel Brixen (DEN)   | DNF                       |
| 53                        | Nikolaj Mengel (DEN)         | DNF                       |
| 54                        | Sebastian Ryttersgaard (DEN) | DNF                       |
| 55                        | Nicholas Thorøe-Hansen (DEN) | DNF                       |
| 56                        | Frederik Irgens Jensen (DEN) | DNF                       |

| HRE Mazowsze Serce Polski MSP | HRE Mazowsze Serce Polski MSP     | HRE Mazowsze Serce Polski MSP |
| ----------------------------- | --------------------------------- | ----------------------------- |
| Nr.                           | Rytter                            | Placering                     |
| 61                            | Jeppe Aaskov Pallesen (DEN)       | 6.                            |
| 62                            | Adrian Banaszek (POL)             | DNF                           |
| 63                            | Norbert Banaszek (POL) (landevej) | 18.                           |
| 64                            | Jakub Kaczmarek (POL)             | DNF                           |
| 65                            | Tobiasz Pawlak (POL)              | DNF                           |
| 66                            | Adam Stachowiak (POL)             | DNF                           |

| Voltas-Madaris Cycling Team VMT | Voltas-Madaris Cycling Team VMT | Voltas-Madaris Cycling Team VMT |
| ------------------------------- | ------------------------------- | ------------------------------- |
| Nr.                             | Rytter                          | Placering                       |
| 71                              | Darijus Džervus (LTU)           | DNF                             |
| 73                              | Remi De Mey (BEL)               | DNF                             |
| 74                              | Rokas Kmieliauskas (LTU)        | DNF                             |
| 75                              | Mantas Januškevičius (LTU)      | DNF                             |
| 76                              | Olegas Ivanovas (LTU)           | DNF                             |

| TDT-Unibet TDT | TDT-Unibet TDT           | TDT-Unibet TDT |
| -------------- | ------------------------ | -------------- |
| Nr.            | Rytter                   | Placering      |
| 81             | Abram Stockman (BEL)     | 9.             |
| 82             | Davide Bomboi (BEL)      | 17.            |
| 83             | Yentl Vandevelde (BEL)   | DNF            |
| 84             | Hartthijs de Vries (NED) | 5.             |
| 85             | Joren Bloem (NED)        | 16.            |
| 86             | Martijn Budding (NED)    | DNF            |

| Scorpions Racing Team SRT | Scorpions Racing Team SRT | Scorpions Racing Team SRT |
| ------------------------- | ------------------------- | ------------------------- |
| Nr.                       | Rytter                    | Placering                 |
| 91                        | Marvin Peters (NED)       | 37.                       |
| 92                        | Niek Voogt (NED)          | 20.                       |
| 93                        | Jasper Huitema (NED)      | DNF                       |
| 94                        | Hugo Kars (NED)           | DNF                       |
| 96                        | Quint van der Leeuw (NED) | DNF                       |

| Maloja Pushbikers PBS | Maloja Pushbikers PBS   | Maloja Pushbikers PBS |
| --------------------- | ----------------------- | --------------------- |
| Nr.                   | Rytter                  | Placering             |
| 101                   | Matias Malmberg (DEN)   | DNF                   |
| 102                   | Felix James Meo (NZL)   | DNF                   |
| 103                   | Liam Bertazzo (ITA)     | DNF                   |
| 104                   | Fabian Steininger (AUT) | DNF                   |
| 105                   | Philip Weber (GER)      | DNF                   |
| 106                   | Filippo Fortin (ITA)    | DNF                   |

| XSpeed United Continental XSU | XSpeed United Continental XSU | XSpeed United Continental XSU |
| ----------------------------- | ----------------------------- | ----------------------------- |
| Nr.                           | Rytter                        | Placering                     |
| 111                           | Mark Groeneveld (NED)         | DNF                           |
| 112                           | Brett Stoppa (CAN)            | DNF                           |
| 113                           | Kristian Klevgård (NOR)       | 23.                           |
| 114                           | Matthew King (GBR)            | 28.                           |
| 115                           | Daniel Koszela (CAN)          | DNF                           |
| 116                           | James Somerfield (GBR)        | DNF                           |

| ARA-Skip Capital ARA | ARA-Skip Capital ARA  | ARA-Skip Capital ARA |
| -------------------- | --------------------- | -------------------- |
| Nr.                  | Rytter                | Placering            |
| 121                  | Tyler Tomkinson (AUS) | DNF                  |
| 122                  | Declan Trezise (AUS)  | 33.                  |
| 123                  | Oliver Bleddyn (AUS)  | DNF                  |
| 124                  | Brady Gilmore (AUS)   | DNF                  |
| 125                  | Hamish McKenzie (AUS) | DNF                  |
| 126                  | Blake Agnoletto (AUS) | DNF                  |

| Dukla Banská Bystrica DKB | Dukla Banská Bystrica DKB | Dukla Banská Bystrica DKB |
| ------------------------- | ------------------------- | ------------------------- |
| Nr.                       | Rytter                    | Placering                 |
| 131                       | Lukáš Kubiš (SVK)         | DNF                       |
| 132                       | Jakub Galovič (SVK)       | DNF                       |
| 133                       | Pavol Rovder (SVK)        | DNF                       |
| 134                       | Simon Nagy (SVK)          | DNF                       |
| 135                       | Dávid Kaško (SVK)         | DNF                       |
| 136                       | Denis Hoza (SVK)          | DNF                       |

| VolkerWessels Cycling Team VWE | VolkerWessels Cycling Team VWE  | VolkerWessels Cycling Team VWE |
| ------------------------------ | ------------------------------- | ------------------------------ |
| Nr.                            | Rytter                          | Placering                      |
| 141                            | Jord Baak (NED)                 | DNF                            |
| 142                            | Tijmen Eising (NED)             | DNF                            |
| 143                            | Max Kroonen (NED)               | DNF                            |
| 144                            | Nick van der Meer (NED)         | DNF                            |
| 145                            | Daan van Sintmaartensdijk (NED) | 15.                            |
| 146                            | Coen Vermeltfoort (NED)         | 38.                            |

| ATT Investments ATT | ATT Investments ATT          | ATT Investments ATT |
| ------------------- | ---------------------------- | ------------------- |
| Nr.                 | Rytter                       | Placering           |
| 151                 | Mihkel Räim (EST) (landevej) | DNF                 |
| 152                 | Gert Kivistik (EST)          | 21.                 |
| 153                 | Matěj Stránský (CZE)         | DNF                 |
| 154                 | Tomáš Jakoubek (CZE)         | DNF                 |
| 155                 | Jan Kašpar (CZE)             | DNS                 |
| 156                 | Michal Schuran (CZE)         | DNF                 |

| Team Skyline TSL | Team Skyline TSL       | Team Skyline TSL |
| ---------------- | ---------------------- | ---------------- |
| Nr.              | Rytter                 | Placering        |
| 161              | Cian Keogh (IRL)       | DNF              |
| 162              | Nick Kleban (CAN)      | DNF              |
| 163              | Joseph Lupien (CAN)    | DNF              |
| 164              | Chaz Turmon (USA)      | DNF              |
| 165              | Stephen Pimentel (USA) | DNF              |
| 166              | David Gabrick (USA)    | DNF              |

| Team Coop-Repsol TCR | Team Coop-Repsol TCR          | Team Coop-Repsol TCR |
| -------------------- | ----------------------------- | -------------------- |
| Nr.                  | Rytter                        | Placering            |
| 171                  | Eirik Lunder (NOR)            | DNF                  |
| 172                  | Håkon Aalrust (NOR)           | 12.                  |
| 173                  | Amund Haakonsen (NOR)         | DNF                  |
| 174                  | Anton Stensby (NOR)           | DNF                  |
| 175                  | Johan Ravnøy (NOR)            | DNF                  |
| 176                  | Karsten Larsen Feldmann (NOR) | DNF                  |

| Kaunas Cycling Team KCC | Kaunas Cycling Team KCC           | Kaunas Cycling Team KCC |
| ----------------------- | --------------------------------- | ----------------------- |
| Nr.                     | Rytter                            | Placering               |
| 181                     | Venantas Lašinis (LTU) (landevej) | 22.                     |
| 182                     | Mantas Balčiūnas (LTU)            | DNF                     |
| 183                     | Gustas Raugala (LTU)              | DNF                     |
| 184                     | Deividas Valiūnas (LTU)           | DNF                     |
| 185                     | Martynas Tomkus (LTU)             | DNF                     |
| 186                     | Tadas Sereika (LTU)               | DNF                     |

| Motala AIF Serneke Allebike MSA | Motala AIF Serneke Allebike MSA | Motala AIF Serneke Allebike MSA |
| ------------------------------- | ------------------------------- | ------------------------------- |
| Nr.                             | Rytter                          | Placering                       |
| 191                             | Eric Pedersen (SWE)             | DNF                             |
| 192                             | Jonathan Ahlsson (SWE)          | DNF                             |
| 193                             | Niklas Jagerstål (SWE)          | DNF                             |
| 194                             | Filip Mård (SWE)                | DNF                             |
| 195                             | Acke Dahlblom (SWE)             | DNF                             |

| CeramicSpeed Herning CK Elite ___ | CeramicSpeed Herning CK Elite ___ | CeramicSpeed Herning CK Elite ___ |
| --------------------------------- | --------------------------------- | --------------------------------- |
| Nr.                               | Rytter                            | Placering                         |
| 201                               | Daniel Lyhne (DEN)                | DNF                               |
| 202                               | Nicklas Fonnesbech                | DNF                               |
| 203                               | Malthe Sand Thomsen               | DNF                               |
| 204                               | Mikkel Jørgensen                  | DNF                               |
| 205                               | Christian Gorm Albrechtsen        | 27.                               |
| 206                               | Lucas Lorentsen                   | DNF                               |

| Aalborg-Sparekassen Danmark ___ | Aalborg-Sparekassen Danmark ___ | Aalborg-Sparekassen Danmark ___ |
| ------------------------------- | ------------------------------- | ------------------------------- |
| Nr.                             | Rytter                          | Placering                       |
| 211                             | Alexandru Ionuț Antoniu (ROU)   | DNF                             |
| 212                             | Jacob Gye Madsen                | DNF                             |
| 213                             | Oscar Munk-Olsen                | DNF                             |
| 214                             | Kevin Biehl (DEN)               | 32.                             |
| 215                             | Mikkel Kastrup                  | DNF                             |
| 216                             | Lukas Lund Sørensen (DEN)       | DNF                             |

| JS.dk ___ | JS.dk ___              | JS.dk ___ |
| --------- | ---------------------- | --------- |
| Nr.       | Rytter                 | Placering |
| 221       | Morten Gadgaard (DEN)  | 40.       |
| 222       | Peter Skov Lauritzen   | DNF       |
| 223       | Lauge Woer             | DNF       |
| 224       | Markus Klitgaard Bugge | 26.       |
| 225       | Søren Vosgerau (DEN)   | DNF       |
| 226       | Jakob Bødker           | DNF       |

| CO:PLAY-Giant Store ___ | CO:PLAY-Giant Store ___  | CO:PLAY-Giant Store ___ |
| ----------------------- | ------------------------ | ----------------------- |
| Nr.                     | Rytter                   | Placering               |
| 231                     | Pelle Køster (DEN)       | DNF                     |
| 232                     | Phillip Mathiesen        | DNF                     |
| 233                     | Tobias Kongstad (DEN)    | DNF                     |
| 234                     | Mathias Matz (DEN)       | 8.                      |
| 235                     | Kristian Broløs Damgaard | DNF                     |
| 236                     | Mikkel Øritsland (DEN)   | DNF                     |

| Give Elementer ___ | Give Elementer ___ | Give Elementer ___ |
| ------------------ | ------------------ | ------------------ |
| Nr.                | Rytter             | Placering          |
| 241                | Martin Szokody     | DNF                |
| 242                | Anders Bruun       | DNF                |
| 243                | Emil Tønnesen      | DNF                |
| 244                | Jacob Schebye      | DNF                |
| 245                | Mathias Kirk       | DNF                |
| 246                | William Wisholm    | DNF                |

| IBT-Tripeak ___ | IBT-Tripeak ___         | IBT-Tripeak ___ |
| --------------- | ----------------------- | --------------- |
| Nr.             | Rytter                  | Placering       |
| 251             | Marckus Njor            | DNF             |
| 252             | Kasper Due Kaspersen    | DNF             |
| 253             | Peter Asbjørn Hansen    | DNF             |
| 254             | Wincent Wallinder (SWE) | DNF             |
| 255             | Sam Hodge (GBR)         | DNF             |
| 256             | Albin Hoflund (SWE)     | DNF             |

| Team Give Steel-2M Cycling Elite ___ | Team Give Steel-2M Cycling Elite ___ | Team Give Steel-2M Cycling Elite ___ |
| ------------------------------------ | ------------------------------------ | ------------------------------------ |
| Nr.                                  | Rytter                               | Placering                            |
| 271                                  | Kasper Jul Øhlenschlæger             | DNF                                  |
| 272                                  | Tobias Aarup Levring                 | DNF                                  |
| 273                                  | Lucas Pihl Gaihede                   | DNF                                  |
| 274                                  | Oskar Rønn                           | DNF                                  |
| 275                                  | Sebastian Sigurd Nielsen             | DNF                                  |
| 276                                  | Felix Fog Holst Larsen               | DNF                                  |

| WPGA Amsterdam Racing Academy ___ | WPGA Amsterdam Racing Academy ___ | WPGA Amsterdam Racing Academy ___ |
| --------------------------------- | --------------------------------- | --------------------------------- |
| Nr.                               | Rytter                            | Placering                         |
| 281                               | Pieter Dekker (NED)               | DNF                               |
| 282                               | Tom Jonkmans (NED)                | DNF                               |
| 283                               | Igor Baars (NED)                  | DNF                               |
| 284                               | Finn Roumen (NED)                 | DNF                               |
| 285                               | Sven Burger (NED)                 | 30.                               |

| Leopard TOGT Pro Cycling LTP | Leopard TOGT Pro Cycling LTP     | Leopard TOGT Pro Cycling LTP |
| ---------------------------- | -------------------------------- | ---------------------------- |
| Nr.                          | Rytter                           | Placering                    |
| 1                            | Mads Østergaard Kristensen (DEN) | 34.                          |
| 2                            | Cédric Pries (LUX)               | 25.                          |
| 3                            | Robin Juel Skivild (DEN)         | 35.                          |
| 4                            | Oliver Knudsen (DEN)             | DNF                          |
| 5                            | Tobias Aagaard Hansen (DEN)      | DNF                          |
| 6                            | Tom Paquet (LUX)                 | DNF                          |

| Danmark DEN | Danmark DEN           | Danmark DEN |
| ----------- | --------------------- | ----------- |
| Nr.         | Rytter                | Placering   |
| 11          | Michael Valgren       | 3.          |
| 12          | Mathias Norsgaard     | 1.          |
| 13          | Julius Johansen       | 14.         |
| 14          | Alexander Salby       | DNF         |
| 15          | Johan Price-Pejtersen | DNF         |

| Uno-X DARE Development UDT | Uno-X DARE Development UDT      | Uno-X DARE Development UDT |
| -------------------------- | ------------------------------- | -------------------------- |
| Nr.                        | Rytter                          | Placering                  |
| 21                         | Simon Dalby (DEN)               | 29.                        |
| 22                         | Carl-Frederik Bévort (DEN)      | 11.                        |
| 23                         | Alfred Grenaae (DEN)            | 24.                        |
| 24                         | Sebastian Kirkedam Larsen (NOR) | DNF                        |
| 25                         | Daniel Årnes (NOR)              | 31.                        |
| 26                         | Lasse Norman Leth (DEN)         | 4.                         |

| ColoQuick TCQ | ColoQuick TCQ                 | ColoQuick TCQ |
| ------------- | ----------------------------- | ------------- |
| Nr.           | Rytter                        | Placering     |
| 31            | Nicklas Amdi Pedersen (DEN)   | 10.           |
| 32            | Emil Toudal (DEN)             | DNF           |
| 33            | Joshua Gudnitz (DEN)          | 19.           |
| 34            | Mads Andersen (DEN)           | 7.            |
| 35            | Henrik Breiner Pedersen (DEN) | DNF           |
| 36            | Frederik Muff (DEN)           | DNF           |

| Restaurant Suri-Carl Ras GSH | Restaurant Suri-Carl Ras GSH | Restaurant Suri-Carl Ras GSH |
| ---------------------------- | ---------------------------- | ---------------------------- |
| Nr.                          | Rytter                       | Placering                    |
| 41                           | Rasmus Bøgh Wallin (DEN)     | 2.                           |
| 42                           | Mathias Larsen (DEN)         | DNF                          |
| 43                           | Gustav Wang (DEN)            | 13.                          |
| 44                           | Kristian Egholm (DEN)        | DNF                          |
| 45                           | Daniel Stampe (DEN)          | DNF                          |
| 46                           | Magnus Bak Klaris (DEN)      | 39.                          |

| BHS-PL Beton Bornholm BPC | BHS-PL Beton Bornholm BPC    | BHS-PL Beton Bornholm BPC |
| ------------------------- | ---------------------------- | ------------------------- |
| Nr.                       | Rytter                       | Placering                 |
| 51                        | Adam Holm Jørgensen (DEN)    | 36.                       |
| 52                        | Andreas Aidel Brixen (DEN)   | DNF                       |
| 53                        | Nikolaj Mengel (DEN)         | DNF                       |
| 54                        | Sebastian Ryttersgaard (DEN) | DNF                       |
| 55                        | Nicholas Thorøe-Hansen (DEN) | DNF                       |
| 56                        | Frederik Irgens Jensen (DEN) | DNF                       |

| HRE Mazowsze Serce Polski MSP | HRE Mazowsze Serce Polski MSP     | HRE Mazowsze Serce Polski MSP |
| ----------------------------- | --------------------------------- | ----------------------------- |
| Nr.                           | Rytter                            | Placering                     |
| 61                            | Jeppe Aaskov Pallesen (DEN)       | 6.                            |
| 62                            | Adrian Banaszek (POL)             | DNF                           |
| 63                            | Norbert Banaszek (POL) (landevej) | 18.                           |
| 64                            | Jakub Kaczmarek (POL)             | DNF                           |
| 65                            | Tobiasz Pawlak (POL)              | DNF                           |
| 66                            | Adam Stachowiak (POL)             | DNF                           |

| Voltas-Madaris Cycling Team VMT | Voltas-Madaris Cycling Team VMT | Voltas-Madaris Cycling Team VMT |
| ------------------------------- | ------------------------------- | ------------------------------- |
| Nr.                             | Rytter                          | Placering                       |
| 71                              | Darijus Džervus (LTU)           | DNF                             |
| 73                              | Remi De Mey (BEL)               | DNF                             |
| 74                              | Rokas Kmieliauskas (LTU)        | DNF                             |
| 75                              | Mantas Januškevičius (LTU)      | DNF                             |
| 76                              | Olegas Ivanovas (LTU)           | DNF                             |

| TDT-Unibet TDT | TDT-Unibet TDT           | TDT-Unibet TDT |
| -------------- | ------------------------ | -------------- |
| Nr.            | Rytter                   | Placering      |
| 81             | Abram Stockman (BEL)     | 9.             |
| 82             | Davide Bomboi (BEL)      | 17.            |
| 83             | Yentl Vandevelde (BEL)   | DNF            |
| 84             | Hartthijs de Vries (NED) | 5.             |
| 85             | Joren Bloem (NED)        | 16.            |
| 86             | Martijn Budding (NED)    | DNF            |

| Scorpions Racing Team SRT | Scorpions Racing Team SRT | Scorpions Racing Team SRT |
| ------------------------- | ------------------------- | ------------------------- |
| Nr.                       | Rytter                    | Placering                 |
| 91                        | Marvin Peters (NED)       | 37.                       |
| 92                        | Niek Voogt (NED)          | 20.                       |
| 93                        | Jasper Huitema (NED)      | DNF                       |
| 94                        | Hugo Kars (NED)           | DNF                       |
| 96                        | Quint van der Leeuw (NED) | DNF                       |

| Maloja Pushbikers PBS | Maloja Pushbikers PBS   | Maloja Pushbikers PBS |
| --------------------- | ----------------------- | --------------------- |
| Nr.                   | Rytter                  | Placering             |
| 101                   | Matias Malmberg (DEN)   | DNF                   |
| 102                   | Felix James Meo (NZL)   | DNF                   |
| 103                   | Liam Bertazzo (ITA)     | DNF                   |
| 104                   | Fabian Steininger (AUT) | DNF                   |
| 105                   | Philip Weber (GER)      | DNF                   |
| 106                   | Filippo Fortin (ITA)    | DNF                   |

| XSpeed United Continental XSU | XSpeed United Continental XSU | XSpeed United Continental XSU |
| ----------------------------- | ----------------------------- | ----------------------------- |
| Nr.                           | Rytter                        | Placering                     |
| 111                           | Mark Groeneveld (NED)         | DNF                           |
| 112                           | Brett Stoppa (CAN)            | DNF                           |
| 113                           | Kristian Klevgård (NOR)       | 23.                           |
| 114                           | Matthew King (GBR)            | 28.                           |
| 115                           | Daniel Koszela (CAN)          | DNF                           |
| 116                           | James Somerfield (GBR)        | DNF                           |

| ARA-Skip Capital ARA | ARA-Skip Capital ARA  | ARA-Skip Capital ARA |
| -------------------- | --------------------- | -------------------- |
| Nr.                  | Rytter                | Placering            |
| 121                  | Tyler Tomkinson (AUS) | DNF                  |
| 122                  | Declan Trezise (AUS)  | 33.                  |
| 123                  | Oliver Bleddyn (AUS)  | DNF                  |
| 124                  | Brady Gilmore (AUS)   | DNF                  |
| 125                  | Hamish McKenzie (AUS) | DNF                  |
| 126                  | Blake Agnoletto (AUS) | DNF                  |

| Dukla Banská Bystrica DKB | Dukla Banská Bystrica DKB | Dukla Banská Bystrica DKB |
| ------------------------- | ------------------------- | ------------------------- |
| Nr.                       | Rytter                    | Placering                 |
| 131                       | Lukáš Kubiš (SVK)         | DNF                       |
| 132                       | Jakub Galovič (SVK)       | DNF                       |
| 133                       | Pavol Rovder (SVK)        | DNF                       |
| 134                       | Simon Nagy (SVK)          | DNF                       |
| 135                       | Dávid Kaško (SVK)         | DNF                       |
| 136                       | Denis Hoza (SVK)          | DNF                       |

| VolkerWessels Cycling Team VWE | VolkerWessels Cycling Team VWE  | VolkerWessels Cycling Team VWE |
| ------------------------------ | ------------------------------- | ------------------------------ |
| Nr.                            | Rytter                          | Placering                      |
| 141                            | Jord Baak (NED)                 | DNF                            |
| 142                            | Tijmen Eising (NED)             | DNF                            |
| 143                            | Max Kroonen (NED)               | DNF                            |
| 144                            | Nick van der Meer (NED)         | DNF                            |
| 145                            | Daan van Sintmaartensdijk (NED) | 15.                            |
| 146                            | Coen Vermeltfoort (NED)         | 38.                            |

| ATT Investments ATT | ATT Investments ATT          | ATT Investments ATT |
| ------------------- | ---------------------------- | ------------------- |
| Nr.                 | Rytter                       | Placering           |
| 151                 | Mihkel Räim (EST) (landevej) | DNF                 |
| 152                 | Gert Kivistik (EST)          | 21.                 |
| 153                 | Matěj Stránský (CZE)         | DNF                 |
| 154                 | Tomáš Jakoubek (CZE)         | DNF                 |
| 155                 | Jan Kašpar (CZE)             | DNS                 |
| 156                 | Michal Schuran (CZE)         | DNF                 |

| Team Skyline TSL | Team Skyline TSL       | Team Skyline TSL |
| ---------------- | ---------------------- | ---------------- |
| Nr.              | Rytter                 | Placering        |
| 161              | Cian Keogh (IRL)       | DNF              |
| 162              | Nick Kleban (CAN)      | DNF              |
| 163              | Joseph Lupien (CAN)    | DNF              |
| 164              | Chaz Turmon (USA)      | DNF              |
| 165              | Stephen Pimentel (USA) | DNF              |
| 166              | David Gabrick (USA)    | DNF              |

| Team Coop-Repsol TCR | Team Coop-Repsol TCR          | Team Coop-Repsol TCR |
| -------------------- | ----------------------------- | -------------------- |
| Nr.                  | Rytter                        | Placering            |
| 171                  | Eirik Lunder (NOR)            | DNF                  |
| 172                  | Håkon Aalrust (NOR)           | 12.                  |
| 173                  | Amund Haakonsen (NOR)         | DNF                  |
| 174                  | Anton Stensby (NOR)           | DNF                  |
| 175                  | Johan Ravnøy (NOR)            | DNF                  |
| 176                  | Karsten Larsen Feldmann (NOR) | DNF                  |

| Kaunas Cycling Team KCC | Kaunas Cycling Team KCC           | Kaunas Cycling Team KCC |
| ----------------------- | --------------------------------- | ----------------------- |
| Nr.                     | Rytter                            | Placering               |
| 181                     | Venantas Lašinis (LTU) (landevej) | 22.                     |
| 182                     | Mantas Balčiūnas (LTU)            | DNF                     |
| 183                     | Gustas Raugala (LTU)              | DNF                     |
| 184                     | Deividas Valiūnas (LTU)           | DNF                     |
| 185                     | Martynas Tomkus (LTU)             | DNF                     |
| 186                     | Tadas Sereika (LTU)               | DNF                     |

| Motala AIF Serneke Allebike MSA | Motala AIF Serneke Allebike MSA | Motala AIF Serneke Allebike MSA |
| ------------------------------- | ------------------------------- | ------------------------------- |
| Nr.                             | Rytter                          | Placering                       |
| 191                             | Eric Pedersen (SWE)             | DNF                             |
| 192                             | Jonathan Ahlsson (SWE)          | DNF                             |
| 193                             | Niklas Jagerstål (SWE)          | DNF                             |
| 194                             | Filip Mård (SWE)                | DNF                             |
| 195                             | Acke Dahlblom (SWE)             | DNF                             |

| CeramicSpeed Herning CK Elite ___ | CeramicSpeed Herning CK Elite ___ | CeramicSpeed Herning CK Elite ___ |
| --------------------------------- | --------------------------------- | --------------------------------- |
| Nr.                               | Rytter                            | Placering                         |
| 201                               | Daniel Lyhne (DEN)                | DNF                               |
| 202                               | Nicklas Fonnesbech                | DNF                               |
| 203                               | Malthe Sand Thomsen               | DNF                               |
| 204                               | Mikkel Jørgensen                  | DNF                               |
| 205                               | Christian Gorm Albrechtsen        | 27.                               |
| 206                               | Lucas Lorentsen                   | DNF                               |

| Aalborg-Sparekassen Danmark ___ | Aalborg-Sparekassen Danmark ___ | Aalborg-Sparekassen Danmark ___ |
| ------------------------------- | ------------------------------- | ------------------------------- |
| Nr.                             | Rytter                          | Placering                       |
| 211                             | Alexandru Ionuț Antoniu (ROU)   | DNF                             |
| 212                             | Jacob Gye Madsen                | DNF                             |
| 213                             | Oscar Munk-Olsen                | DNF                             |
| 214                             | Kevin Biehl (DEN)               | 32.                             |
| 215                             | Mikkel Kastrup                  | DNF                             |
| 216                             | Lukas Lund Sørensen (DEN)       | DNF                             |

| JS.dk ___ | JS.dk ___              | JS.dk ___ |
| --------- | ---------------------- | --------- |
| Nr.       | Rytter                 | Placering |
| 221       | Morten Gadgaard (DEN)  | 40.       |
| 222       | Peter Skov Lauritzen   | DNF       |
| 223       | Lauge Woer             | DNF       |
| 224       | Markus Klitgaard Bugge | 26.       |
| 225       | Søren Vosgerau (DEN)   | DNF       |
| 226       | Jakob Bødker           | DNF       |

| CO:PLAY-Giant Store ___ | CO:PLAY-Giant Store ___  | CO:PLAY-Giant Store ___ |
| ----------------------- | ------------------------ | ----------------------- |
| Nr.                     | Rytter                   | Placering               |
| 231                     | Pelle Køster (DEN)       | DNF                     |
| 232                     | Phillip Mathiesen        | DNF                     |
| 233                     | Tobias Kongstad (DEN)    | DNF                     |
| 234                     | Mathias Matz (DEN)       | 8.                      |
| 235                     | Kristian Broløs Damgaard | DNF                     |
| 236                     | Mikkel Øritsland (DEN)   | DNF                     |

| Give Elementer ___ | Give Elementer ___ | Give Elementer ___ |
| ------------------ | ------------------ | ------------------ |
| Nr.                | Rytter             | Placering          |
| 241                | Martin Szokody     | DNF                |
| 242                | Anders Bruun       | DNF                |
| 243                | Emil Tønnesen      | DNF                |
| 244                | Jacob Schebye      | DNF                |
| 245                | Mathias Kirk       | DNF                |
| 246                | William Wisholm    | DNF                |

| IBT-Tripeak ___ | IBT-Tripeak ___         | IBT-Tripeak ___ |
| --------------- | ----------------------- | --------------- |
| Nr.             | Rytter                  | Placering       |
| 251             | Marckus Njor            | DNF             |
| 252             | Kasper Due Kaspersen    | DNF             |
| 253             | Peter Asbjørn Hansen    | DNF             |
| 254             | Wincent Wallinder (SWE) | DNF             |
| 255             | Sam Hodge (GBR)         | DNF             |
| 256             | Albin Hoflund (SWE)     | DNF             |

| Team Give Steel-2M Cycling Elite ___ | Team Give Steel-2M Cycling Elite ___ | Team Give Steel-2M Cycling Elite ___ |
| ------------------------------------ | ------------------------------------ | ------------------------------------ |
| Nr.                                  | Rytter                               | Placering                            |
| 271                                  | Kasper Jul Øhlenschlæger             | DNF                                  |
| 272                                  | Tobias Aarup Levring                 | DNF                                  |
| 273                                  | Lucas Pihl Gaihede                   | DNF                                  |
| 274                                  | Oskar Rønn                           | DNF                                  |
| 275                                  | Sebastian Sigurd Nielsen             | DNF                                  |
| 276                                  | Felix Fog Holst Larsen               | DNF                                  |

| WPGA Amsterdam Racing Academy ___ | WPGA Amsterdam Racing Academy ___ | WPGA Amsterdam Racing Academy ___ |
| --------------------------------- | --------------------------------- | --------------------------------- |
| Nr.                               | Rytter                            | Placering                         |
| 281                               | Pieter Dekker (NED)               | DNF                               |
| 282                               | Tom Jonkmans (NED)                | DNF                               |
| 283                               | Igor Baars (NED)                  | DNF                               |
| 284                               | Finn Roumen (NED)                 | DNF                               |
| 285                               | Sven Burger (NED)                 | 30.                               |